# Charles Stanhope (4e comte de Harrington)
Charles Stanhope, 4e comte de Harrington (8 avril 1780 – 3 mars 1851), titré vicomte de Petersham jusqu'en 1829, est un pair anglais et un homme de la mode.

## Biographie
Il est le fils de Charles Stanhope (3e comte de Harrington). Il fait ses études au Collège d'Eton de 1793 à 1795, le 7 décembre de la même année, il est promu enseigne dans les Coldstream Guards. Il est transféré le 26 novembre 1799 pour devenir capitaine-lieutenant au 10th Royal Hussars et est promu au grade de capitaine d'une troupe le 10 mai 1800. Il achète une charge dans les Queen's Rangers, le 23 février 1803. Peu de temps après, le régiment est réduit et il est placé en demi-solde. Le 29 décembre 1804, il entre dans le 3e régiment de l'Ouest de l'Inde. Il est promu au grade de lieutenant-colonel le 25 juin 1807. Il retourne en demi-solde au mois d'août 1812, et est promu au grade de colonel le 4 juin 1814. Le 10 mars 1812, il est nommé Gentilhomme de la Chambre pour le roi George III. Il continue à servir en poste sous George IV jusqu'en 1829. Le siège de la famille à Londres est Harrington House.
Il est un pionnier de la mode, qui attire l'attention et l'amitié du Prince régent avec ses vêtements, sa consommation de thé et sa dépendance au tabac à priser. Son salon contenait des bouteilles de thé dans une grande variété et un large éventail de tabac à priser. Il possédait 365 boîtes de tabac à priser et en a utilisé une différente chaque jour de l'année.
Grand et beau, Lord Petersham a la réputation de ressembler à Henri IV; il insiste sur la ressemblance en se laissant pousser une petite barbe pointue. Il conçoit de nombreux vêtements qui sont rapidement copiés. Il donne son nom au chapeau Harrington et au pardessus Petersham. Le Prince Régent commande un manteau dans le style Petersham pour chaque jour de la semaine. Le vicomte de Petersham est célèbre pour la couleur brune des vêtements de ses serviteurs en livrée.
Il a presque cinquante ans quand il hérite des titres de la famille Stanhope. Il s'est finalement marié en 1831 avec Maria Foote (en), une actrice de Covent Garden, de dix-sept ans sa cadette. Leur relation e rencontré la désapprobation de l'ancien comte et a alimenté les potins de Londres et du Derbyshire pendant plusieurs années. Le 4e comte de Harrington confie à William Barron la réalisation du paysage du parc d'Elvaston Castle, construit à la demande de son père par James Wyatt. Lewis Cottingham redécore le hall d'entrée de Wyatt. Renommé le Hall de la Foire Étoiles, il est consacré à la quête chevaleresque de l'amour. La nouvelle comtesse est dans son élément dans ce monde imaginaire de la chevalerie.
Le 4e comte et Maria ont deux enfants:
- Charles Stanhope, vicomte Petersham (13 décembre 1831 – 8 avril 1836)
- Jane Saint-Maur-des-Blanche Stanhope (14 mai 1833 – 28 novembre 1907), épouse de George Conyngham (3e marquis Conyngham)

Au moment de sa mort, le comte est remplacé par son frère, Leicester Stanhope (5e comte de Harrington).